# 双塔寺双塔
双塔寺双塔位于中国辽宁省朝阳市朝阳县木头城子镇郑杖子村西北山沟里，是两座相邻的辽代砖塔，2013年被列为第七批全国重点文物保护单位。
西塔为空心八角形三层檐，高约13米。东塔为空心八角形单檐，高11米。据建筑风格分析，西塔当建于辽代中期，东塔当建于辽代晚期或金代。